# Conus vermiculatus
Conus vermiculatus é uma espécie de gastrópode do gênero Conus, pertencente à família Conidae.